# Hideaki Kase
Pour les articles homonymes, voir Kase (homonymie).
Hideaki Kase (加瀬 英明, Kase Hideaki), né le 22 décembre 1936 à Tokyo et mort le 15 novembre 2022, est un intellectuel japonais connu pour sa promotion du révisionnisme historique. 
Son père, Toshikazu Kase, est diplomate dans le gouvernement de Shigenori Tōgō qui a négocié la fin de la guerre du Pacifique.

## Organisations révisionnistes
Hideaki Kase est président de la « Société pour la diffusion de faits historiques ». Dans un entretien donné au journaliste Bethan Jinkinson de la BBC, Hideaki Kase dit : « La majorité de notre peuple croit que le Japon a été contraint à la guerre par les États-Unis. L'Amérique a exigé de nous des demandes déraisonnables. Nous menions donc une guerre d'autodéfense nationale ».
Membre du Nippon Kaigi, Hideaki Kase dit de ce groupe d'influence ouvertement révisionnisme historique : « Nous nous dédions à notre cause conservatrice. Nous sommes monarchistes. Nous sommes pour la révision de la Constitution. Nous sommes pour la gloire de la Nation ».

## Films révisionnistes
Hideaki Kase s'est fait le défenseur et promoteur des films controversés qui contestent les crimes de guerre du Japon Shōwa :
- Hideaki Kase est à la tête du comité de production du film japonais Merdeka 17805 (en) (2001)[5] qui a provoqué une grande indignation en Indonésie parce qu'il décrivait le Japon impérial comme une force libératrice à la place de l'agresseur.
- Merdeka 17805 est produit en partenariat avec Katsuaki Asano, le président de la Tokyo Film Production, également partenaire pour le film Pride, the Fateful Moment (1998), qui suscite des débats par la façon dont il dépeint le tribunal des crimes de guerre et le général Hideki Tōjō.
- Hideaki Kase est également parmi les principaux défenseurs du film The Truth about Nanjing (en) (2007) qui nie la responsabilité du Japon dans le massacre de Nankin.